# Віктор Партной
Віктор Партной (рум. Victor Partnoi; нар. 27 листопада 1970) — румунський весляр-каноїст, виступав за збірну Румунії протягом 1990-х років. Учасник двох літніх Олімпійських ігор, срібний і бронзовий призер чемпіонатів світу, переможець багатьох регат національного і міжнародного значення.

## Біографія
Віктор Партной народився 27 листопада 1970 року.
Першого серйозного успіху на дорослому міжнародному рівні домігся в 1992 році, коли потрапив до основного складу румунської національної збірної і завдяки низці вдалих виступів удостоївся права захищати честь країни на літніх Олімпійських іграх в Барселоні. Стартував в одиночках на дистанціях 500 і 1000 метрів, в першому випадку зайняв у фіналі сьоме місце, тоді як у другому випадку показав у вирішальному заїзді сьомий результат.
У 1993 році Партной побував на чемпіонаті світу в Копенгагені, звідки привіз срібло, вигране в заліку одиночних каное на кілометровій дистанції — у фіналі його випередив лише представник Латвії Іван Клементьєв. Рік по тому виступив на світовій першості в Мехіко, де в тій же одиночній кілометрової дисципліні отримав бронзу — на цей раз його обійшли Іван Клементьев і болгарин Микола Бухалов.
Будучи одним з лідерів команди гребців Румунії, Віктор Партной благополучно пройшов кваліфікацію на Олімпійські ігри 1996 року в Атланті — стартував в одиночках на тисячі метрів, дійшов до фіналу і фінішував в останньому заїзді шостим, трохи не дотягнувши до призових позицій. Незабаром після закінчення цих змагань вирішив завершити кар'єру професійного спортсмена, поступившись місцем у збірній молодим румунським гребцям.